# في إس إس إنتربرايز

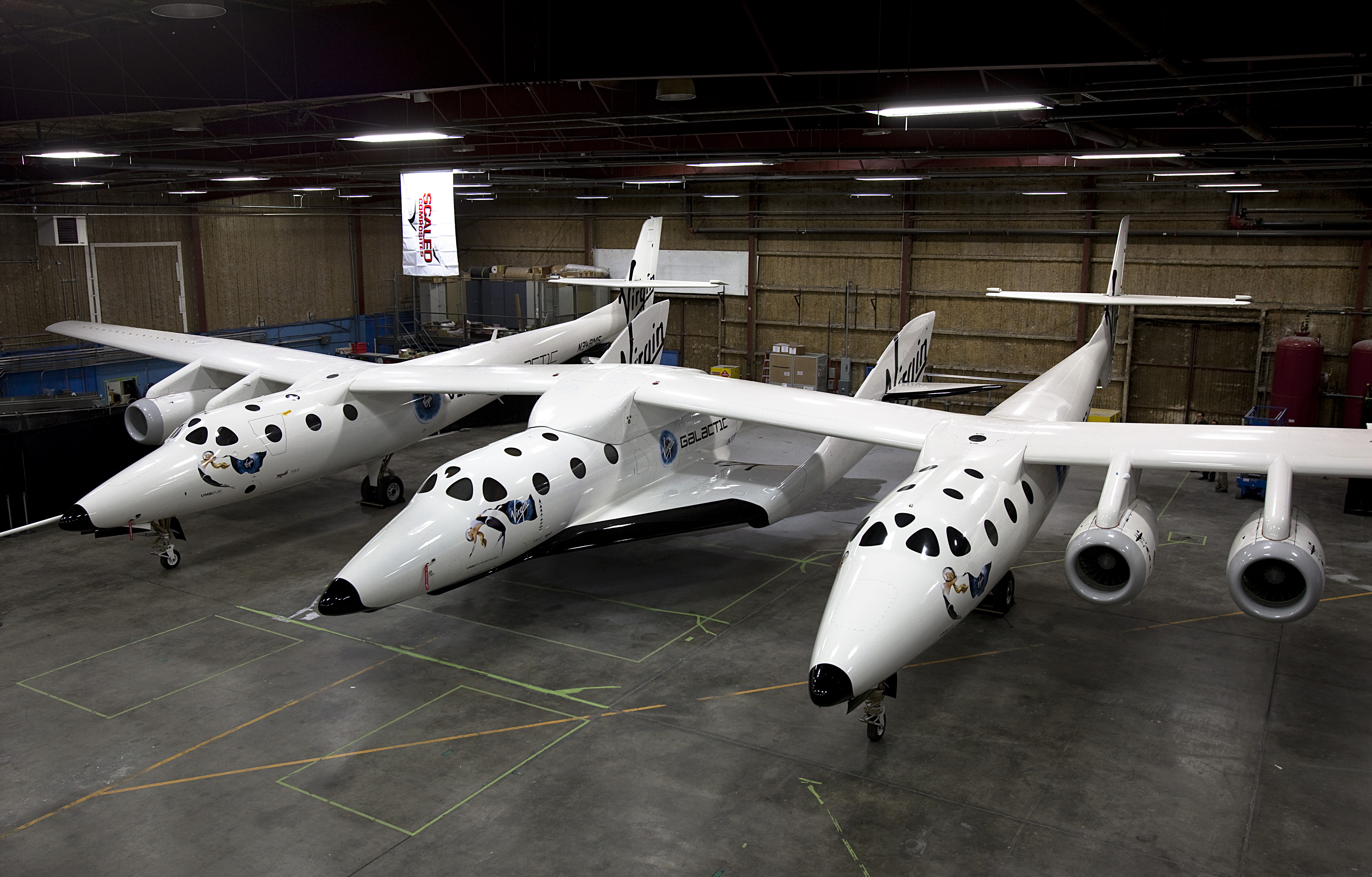
VSS Enterprise (في الوسط) محمولة على الطائرة الأم White Knight Two

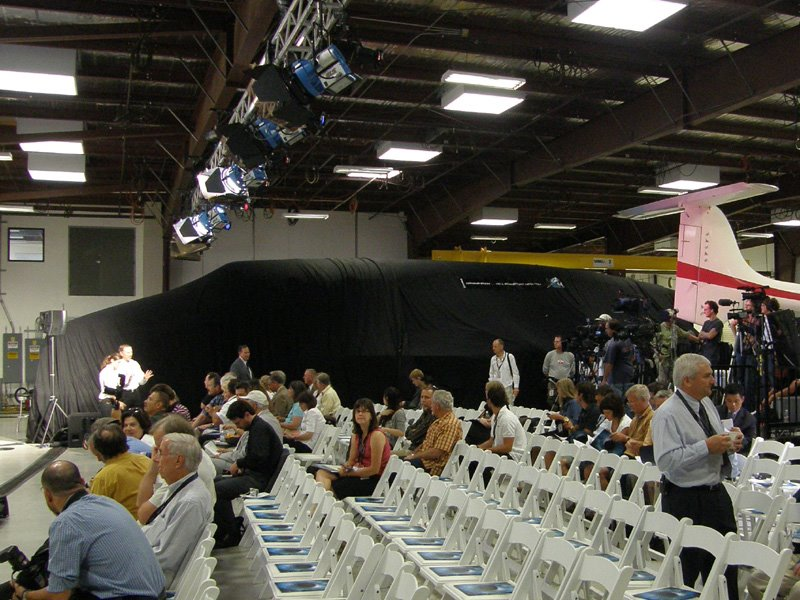
أول طائرة من نوع "سبيس شيب تـو" تحمل التسمية VSS Enterprise, وهي مغطاة بثوب أسود وغير مكتملة ، أثناء اختبار الطائرة الأم VMS Eve

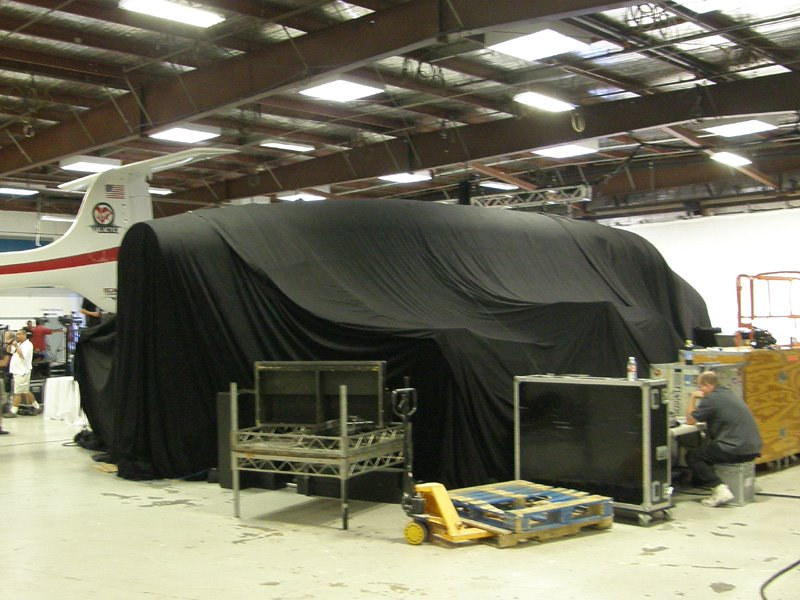
VSS Enterprise أثناء التصنيع.

في إس إس أنتربرايز (بالإنجليزية: VSS Enterprise
) طائرة فضائية صغيرة يرمز إليها بالرمز 
(N339SS) كانت أو طائرة فضائية للاستخدام المدني التجاري صنعتها شركة فيرجن غالاكتيك، وتعتبر أول طائرة صاروخية من نوع سبيس شيب تو. 
وهي مصممة على أن تكون نموذجا أكبر من الطائرة سبيس شيب وان. وكان من من المفترض أن تقوم في إس إس إنتربرايز بطيرانها الاختباري بمحركها الصاروخي بنفسها في عام 2013، ثم تغير وقت اختبارها ليكون في عام 2014 .
كان من المخطط له أن تقلع الطائرة الصاروخية من مطار «سبيسبورت أميريكا» بالقرب من «أوفام» بولاية نيومكسيكو، محمولة على طائرة كبيرة (الطائرة الأم).
اختير اسم الطائرة الصاروخية مشابها لاسم «يو إس إس إنتربرايز» تلط الطائرة الصاروخية من فيلم ستار تريك  مع التغيير أن يكون الاسم 
VSS اختصارا لـ Virgin Space Ship .

## الاختبارات التي تمت
كان أول طيران للطائرة الصاروخية فيإس إس إنتربرايز في 22 مارس 2010 حين حملتها طائرة حاملة كبيرة «في إم إس إيف» من التصنيف «وايت نايت تو» الكبيرة White-Knight-Two . وارتفعت بها حتى ارتفاع 14.000 متر. ولم تنفصا الطائرة الصاروخية عن الطائرة الحاملة.
وكذلك تم اختبار الطائرة الصاروخية «في إس إس إنتربرايز» وهي مأهولة بطيارين وكانت أيضا محمولة على الطائرة الأم ولم تنفصل عنها، وكان هذا الاختبار أيضا في 15 يوليو من نفس السنة. وكان أول طيران لها مع انفصالها عن الطائرة الأم في 10 أكتوبر 2010. وكان أول طيران لها بمحركها الصاروخي مع انفصالها عن الطائرة الأم في أبريل 2013، ووصلت سرعتها إلى 22و1 ماخ أي تعدت سرعة الصوت بنسبة 22و1 .
في 31 أكتوبر 2014 أقلعت الطائرة الصاروخية في إس إس إنتربرايز محمولة على الطائرة الأم ووصل ارتفاعهنا إلى 45.000 قدم، ثم انفصلت عن الطائرة الأم وقام الطياران فيها "بيتر سيبولد ومساعده "ميشائيل ألزبوري" ت بتشغيل محركها الصاروخي، وعندما وصلت سرعتها إلى 4200 كيلومتر في الساعة (نحو 7و3 ماخ) انفجرت الطائرة على هذا الارتفاع الرهيب. مات مساعد الطيار "ميشائيل ألزبوري" وأصيب قائد الطائرة "بيتر سيبولد " إصابات خطيرة وسقطت الطائرة فوق صحراء.

## صور

VSS Enterprise
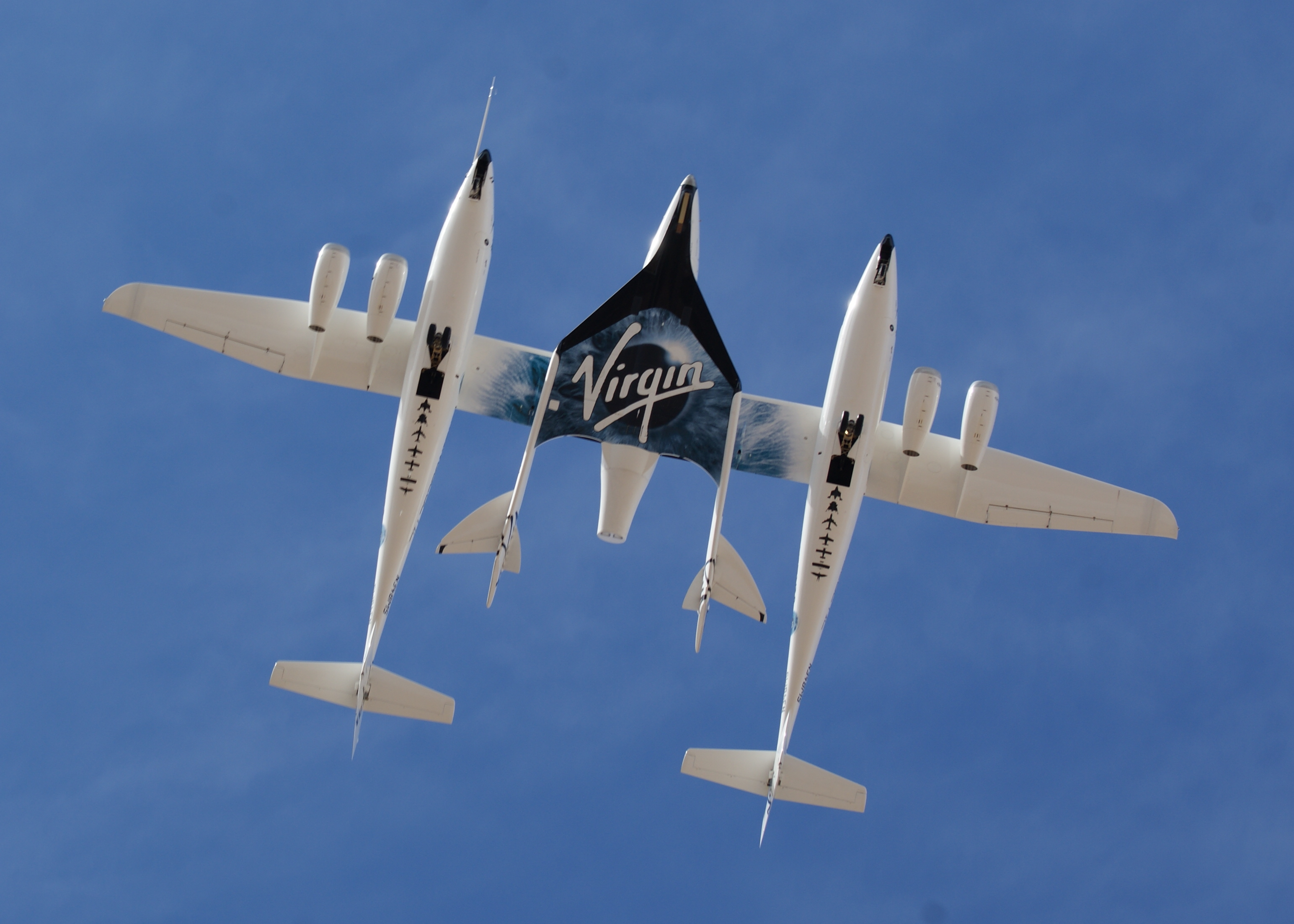
Enterprise محمولة على الطائرة الكبيرة VMS Eve .
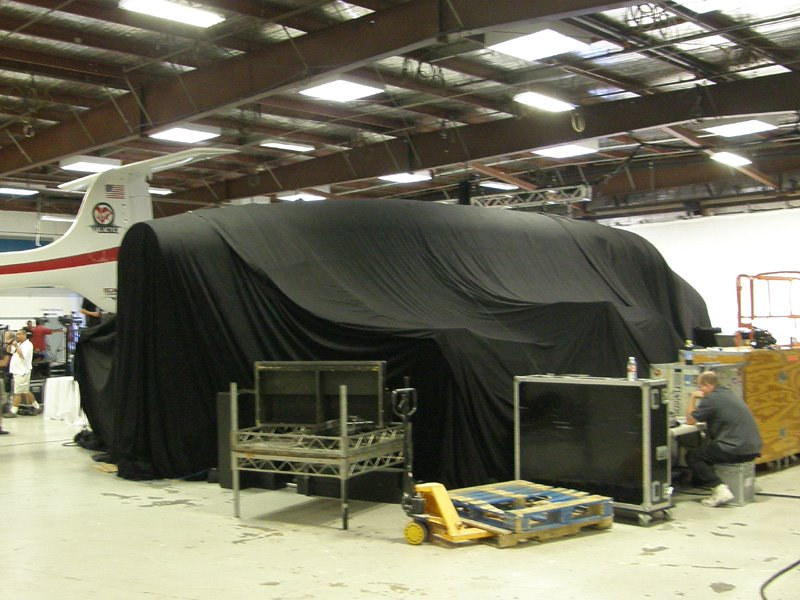
Enterprise أثناء التصنيع ومغطاة في عام 2008
منظر من ثلاثة جهات لتصميم الطائرة SS2

## اقرأ أيضا
- سبيس شيب وان
- خط كارمان
- ميزوسفير
- ثيرموسفير